# Ла Сјота
Ла Сјота град је у Француској, у департману Ушће Роне.
По подацима из 1999. године број становника у месту је био 31.630.

## Демографија
| 1962.  | 1968.  | 1975.  | 1982.  | 1990.  | 1999.  | 2011.  |
| ------ | ------ | ------ | ------ | ------ | ------ | ------ |
| 18.827 | 23.916 | 32.721 | 31.727 | 30.620 | 31.630 | 33.738 |

## Партнерски градови
- Зинген
- Торе Анунцијата